# PSR B1620-26 b
Cet article concerne l'exoplanète surnommée Mathusalem. Pour les homonymes, voir Mathusalem (homonymie).
PSR B1620-26 b, parfois appelée PSR B1620-26 c, surnommée de façon non officielle Mathusalem ou plus rarement la « planète de la Genèse », est une exoplanète circumbinaire d'environ 2,5 masses joviennes découverte en 1993 autour d'un système binaire distant d'environ 12 400 années-lumière (3,8 kpc) de la Terre dans l'amas globulaire M4 de la constellation du Scorpion, 1,3° à l'ouest de l'étoile Antarès.

## Système binaire
Son système binaire est formé par PSR B1620-26 et WD B1620-26, respectivement un pulsar d'environ 1,35 masse solaire et une naine blanche d'environ 0,34 masse solaire orbitant l'un autour de l'autre à environ une unité astronomique de distance en 191,442 8 jours (un peu plus de six mois).

### Son orbite circumbinaire
La planète PSR B1620-26 b orbite autour de ces deux étoiles, avec une période de révolution d'une centaine d'années, un demi-grand axe de l'ordre de 23 UA et une inclinaison de 55+14
−8°. Il s'agirait de la plus ancienne planète connue, âgée de peut-être 13 milliards d'années (le triple de l'âge de la Terre) dans la mesure où les étoiles constituant l'amas globulaire M4 sont âgées en moyenne de 12,2 milliards d'années.

## Scénario supposé de formation

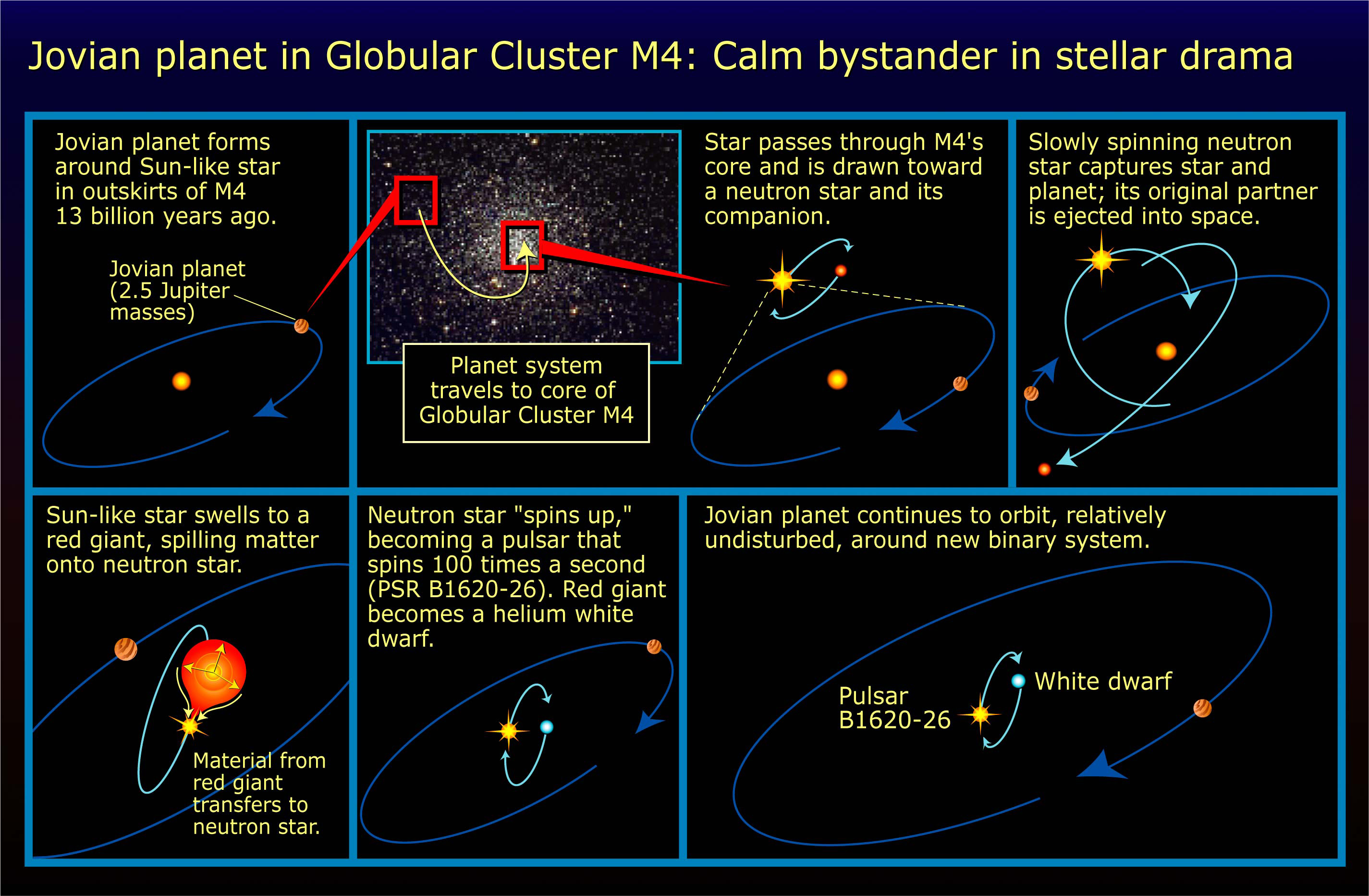
Scénario proposé pour l'évolution de PSR B1620-26 b.

Cette planète pourrait avoir été formée à l'écart du pulsar actuel en bordure de l'amas globulaire en même temps que les autres étoiles de M4, avant que le système planétaire dont elle faisait partie ait été capturé par une étoile à neutrons dont le compagnon d'alors aurait été éjecté du système. Parvenue au stade de géante rouge, l'étoile incidente, alors satellisée autour de l'étoile à neutrons, aurait vu ses couches extérieures aspirées par cette dernière pour ne laisser qu'une naine blanche, il y a de cela environ 500 millions d'années, tandis que l'étoile à neutrons, devenue plus massive, se transformait en pulsar millisecondes.

### Composition supposée
Compte tenu de son grand âge, PSR B1620-26 b ne se serait formée qu'un milliard d'années après le Big Bang et ne contiendrait donc quasiment que des éléments chimiques issus de la nucléosynthèse primordiale, c'est-à-dire l'hydrogène, le deutérium, l'hélium (isotopes 3He et 4He) et le lithium (isotopes 6Li et 7Li).